# Марк Эбуций Гельва
Марк Эбу́ций Ге́льва (лат. Marcus Aebutius Helva; умер после 168 года до н. э.) — римский политический деятель, претор 168 года до н. э.
Марк Эбуций принадлежал к патрицианскому роду, полулегендарные представители которого были консулами во времена Ранней Республики. Он стал претором в 168 году до н. э. и получил в управление Сицилию. Этим ограничиваются сообщения о нём в сохранившихся источниках.